# Linda Thompson (actrice)
Pour les articles homonymes, voir Linda Thompson et Thompson.
Linda Thompson de son nom complet Linda Diane Thompson, née le 23 mai 1950 à Memphis est une mannequin, une actrice et parolière américaine.

## Biographie
Après avoir été en couple avec Elvis Presley, Linda Thompson rencontre Bruce Jenner récemment séparé de sa première épouse, Chrystie Crownover ; ils se marient en 1981 et deux fils naissent de cette union, Brody Jenner (1981) et Brandon Jenner (1983). Le couple se sépare après que Bruce a annoncé sa transidentité à son épouse. Celle-ci se remarie ensuite avec David Foster.

## Livre
- A Little Thing Called Life : On Loving Elvis Presley, Bruce Jenner and Song in Between

## Filmographie
- 1969 - 1992 : The on a Meathook